# Donja Ljubata
Donja Ljubata (em cirílico: Доња Љубата) é uma vila da Sérvia localizada no município de Bosilegrad, pertencente ao distrito de Pčinja, na região de Krajište. A sua população era de 262 habitantes segundo o censo de 2011.

## Demografia
| 1948 | 1953 | 1961 | 1971 | 1981 | 1991 | 2002 | 2011 |
| ---- | ---- | ---- | ---- | ---- | ---- | ---- | ---- |
| 1128 | 1148 | 1060 | 1068 | 755  | 584  | 395  | 262  |